# Джебе
Джебе або Чжебе (кит.: 哲别, 哲伯; власне ім'я — «Джиргоадай») (1181–1224) — монгольський полководець, нойон, темник Чингізхана. Належав до переліку тих, кого Чингізхан шановливо характеризував як «моїх чотирьох Псів війни».
Походив з клану Бесуд, що входив до наближеного до монголів роду тайдчиутів. Походив із звичайного люду, хоча за деякими версіями був сином тайджиутського правителя.
За легендою, Чингізхан особисто запросив Джиргоадая до свого війська, після того як той, — потрапивши у полон до монголів, — хоробро визнав, що це саме його стріла майже вразила самого Чингізхана під час минулої битви (відповідно до «Таємної історії монголів», стріла Джиргоадая поцілила коня під Чингізханом). На відзнаку такої відвертості та майстерності Чингізхан наказав звільнити Джиргоадая, і надав йому псевдо «Джебе» («стріла»).
Хоча Джебе починав свою військову діяльність у якості десятника, лише за 5 років він вже отримав посаду командира цілого тумена (10-тисячного корпуса). Через звитягу, видатні досягнення та подвиги під час розгрому держав каракитаїв, китайців та персів, Чингізхан цінував Джебе як полководця майже на рівні з видатним Субедем. З останнім Джебе керував також і походом монгольського авангарду на Захід, кульмінацією якого став розгром русько-половецького війська на річці Калці у 1223 р.
Обставини та дата смерті Джебе-нойона достеменно невідомі, проте за припущеннями він імовірно загинув у битві з волзькими булгарами в ході зворотнього руху тумена Субедея до Монголії через Причорноморські степи у 1224 р.